# Тункинська долина
Тункинська улоговина — вулканічне поле в Росії. Улоговина завдовжки 200 км, складова Байкальської рифтової зони, розташована між Байкалом і Хубсугулом. Депресія складається з шістьох басейнів (Бистринський, Торський, Тункінський, Туранський, Хойтогольський та Мондінський) і покрита алювіальними відкладеннями річки Іркут. З півдня обмежена горами Хамар-Дабан і відрогами Хангарульского хребта, з півночі — Тункінськими Гольцями, із заходу — південно-східним пасмом Великого Саяну. Історія Байкальського рифту починається у мезозої, коли внутрішньоконтинентальне розширення перетворюється на рифт. У кайнозої рифтінг власне розпочав формування басейнів, які були заповнені осадами і базальтовим вулканізмом. Причини рифтінгу суперечливі і могли бути спричинені колізією тектонічних плит Євразійської та Індостанської, мантійним плюмом та астеносферними процесами..
Вулканічне поле складається з численних шлакових конусів і лавових потоків на захід від Байкалу. Найбільша кількість окремих вулканів знаходиться поблизу села Тунка і має назву група Хобок. Найвищим з цих вулканів є Хара-Болдок або Улиборський, заввишки 125—120 м та шириною кратера на 90–85 м. Також у долині знайдено ще чотири групи вулканів.
Тункинське вулканічне поле заповнило Тункинську улоговину вулканічними продуктами приблизно на 500 метрів, які варіюються від міоцену до четвертинного періоду і включають базальтові лавові потоки та туфи. Просідання все ще відбувається, і, отже, вулканічні конуси знижуються; один з конусів тепер піднімається лише на 6 метрів над місцевістю.
Базальти що покрили долину мають діапозон від лужних базальтів до толеїтів, і містять карбонатити, олівін або палагоніт. Вулканізм, можливо, відбувався від плейстоцену до голоцену, датування за калієво-аргоновою методикою показав: 1,58 ± 0,14 млн років тому та 700 000 ± 400 000 років тому.